# 张晓晶
张晓晶（英語：John X. J. Zhang, 1973年—）是一位美国华人生物学家。

## 生平
1973年出生于天津，1995年获得上海交通大学精密仪器系生物医学工程专业学士学位，1997年获得同校硕士学位，同年赴美留学进入缅因大学，次年转学进入斯坦福大学，2004年获得斯坦福大学电机系博士学位。毕业后进入麻省理工媒体实验室担任研究员。2005年8月担任得克萨斯大学奥斯汀分校生物医学工程系副教授。2013年被聘为上海交通大学生物医学工程学院副院长。2014年7月担任达特茅斯学院工程学院教授。

## 荣誉
2015年被选为美国医学与生物工程院院士。